# Provinzial-Irrenanstalt Halle-Nietleben

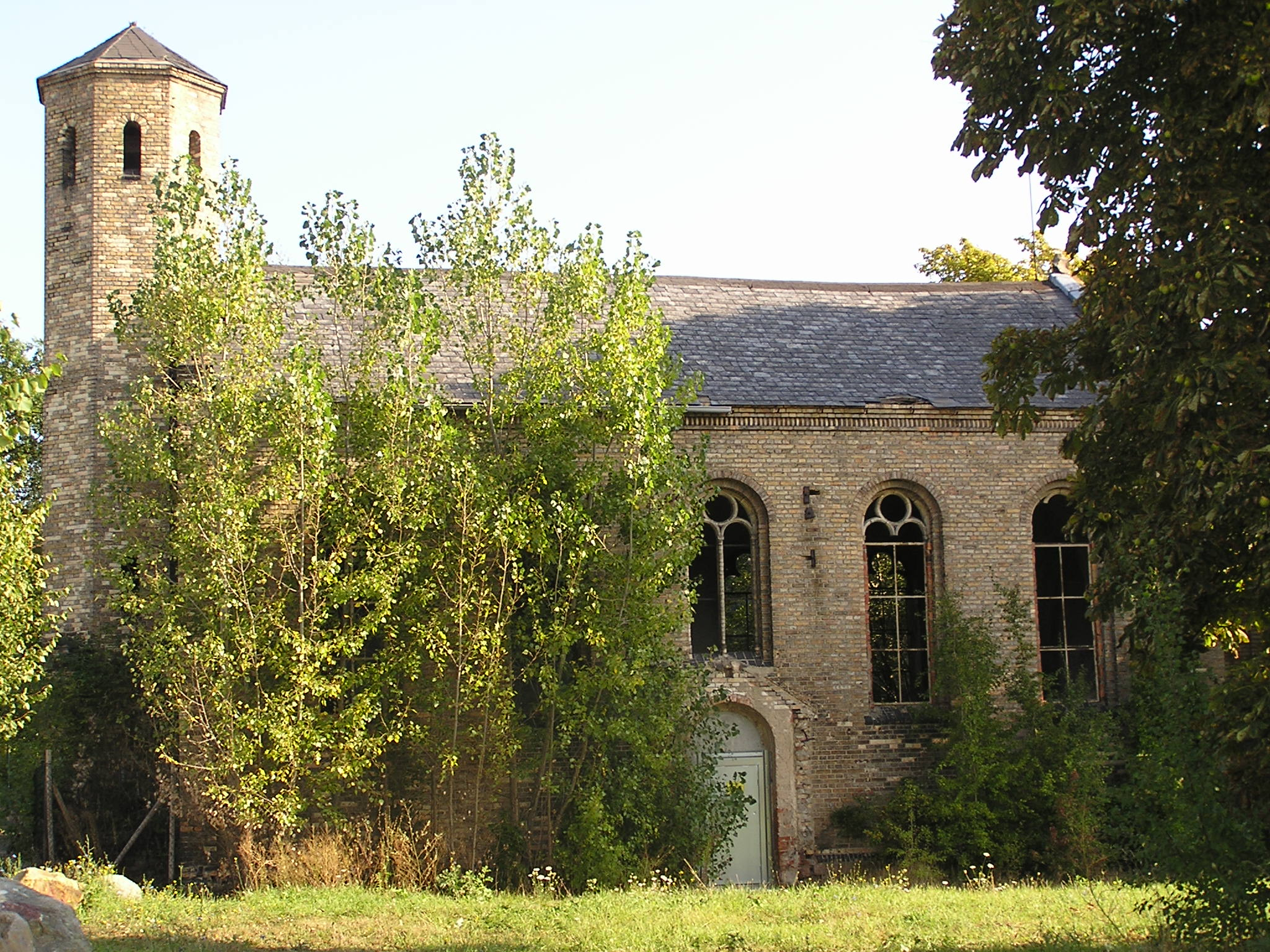
Ruine der Kirche der ehemaligen Irrenanstalt

Die Provinzial-Irrenanstalt Halle-Nietleben war eine Nervenheilanstalt in Sachsen-Anhalt. Wichtige Teile der medizingeschichtlich bedeutenden Architektur, so die Isolierhäuser, das Wirtschaftsgebäude und Teile der „Communicationen“, wurden Anfang der 1990er Jahre abgerissen.

## Geschichte

### Bauplatz

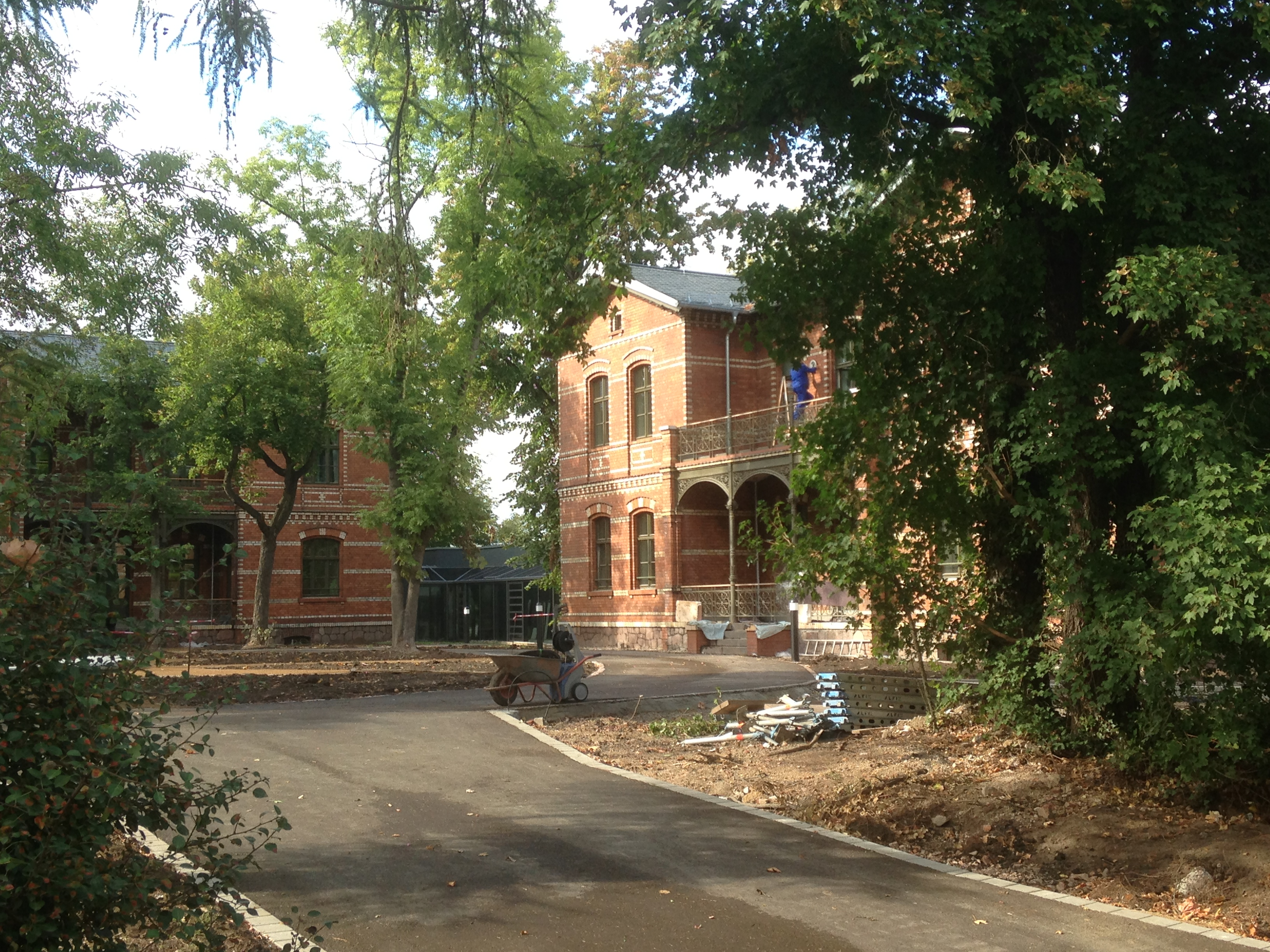
Renovierte Patientenvilla der ehemaligen Irrenanstalt

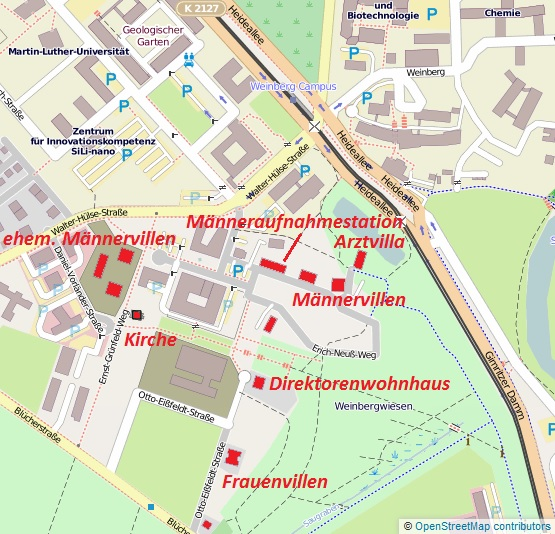
Im Jahre 2013 noch vorhandene ehemalige Anstaltsgebäude

Der Bau einer Irrenanstalt unweit der Stadt Halle (Saale) wurde 1825 beschlossen. Dafür wurde ein altes Weinbergsgrundstück auf dem linken Saaleufer ausgewählt. Der Baubeginn verzögerte sich aber bis 1841. Die Errichtung der Heilanstalten fanden ihren vorläufigen Abschluss im Jahre 1854. Der Nietlebener Bauplatz „in der gehörigen Nähe und Entfernung einer großen Stadt, nicht auf einem Berg, nicht in der Ebene (…) jedoch demnach einem Hügel oder hohem Plateau mit passendem, in einer Ebene ringsum gelegenen Areal“ war noch jahrelang richtungsweisend für andere Bauprojekte. Sowohl die gewählte Distanz zur Stadt, aber auch nicht vollkommene Isolation vom städtischen Umfeld waren prägend für Heilanstaltenbauten der damaligen Zeit. Letztendlich war der Bau fast doppelt so teuer wie veranschlagt.

### Baulichkeiten

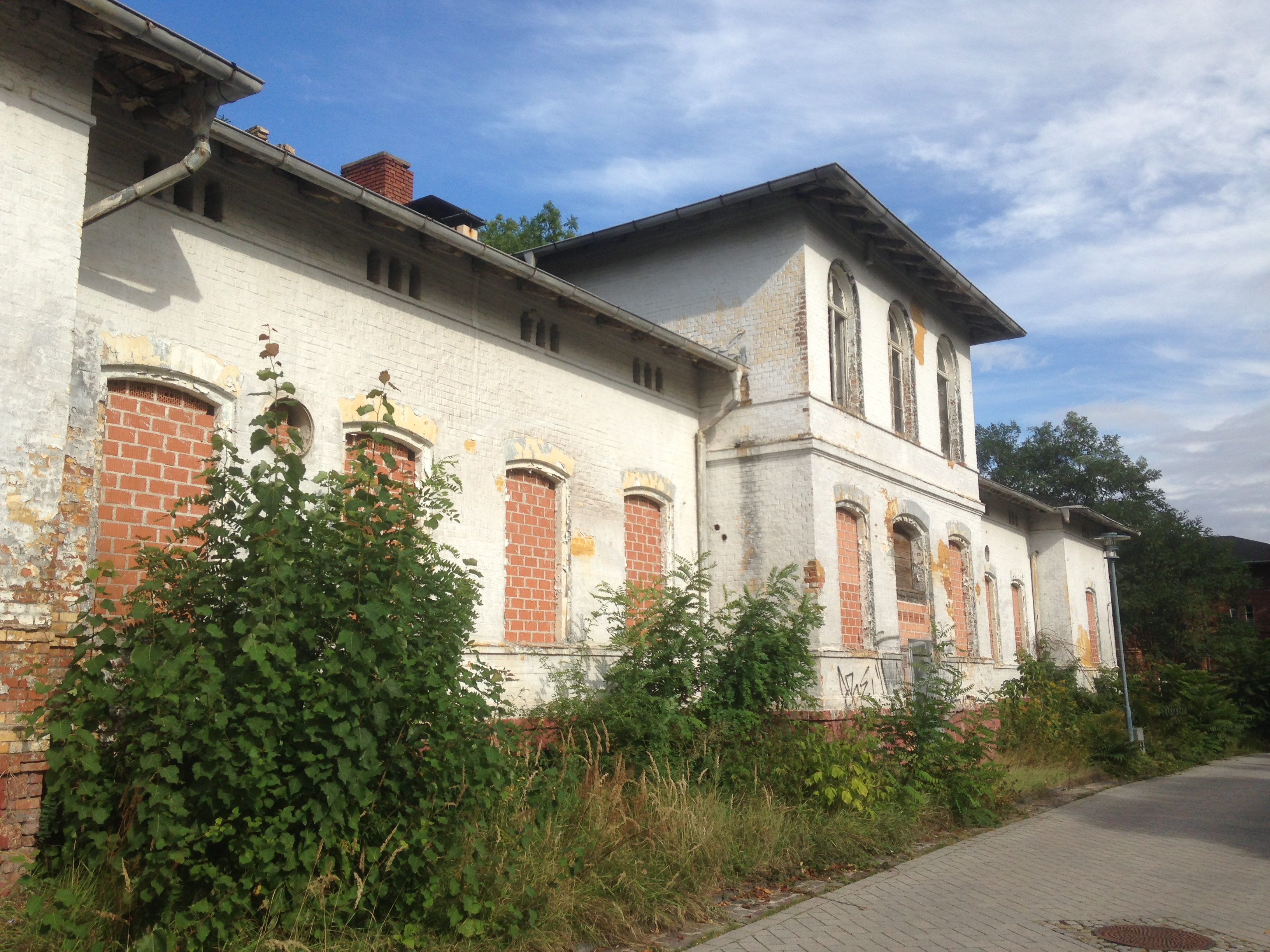
Ruinöse Patientenvilla der ehemaligen Irrenanstalt

Die Unterbringung von heilbar und unheilbar Kranken wurde in unterschiedlichen Gebäuden vorgenommen. Man unterteilte die Gebäude in eine Heil- und eine Pflegeanstalt. Im 19. Jahrhundert war eine Trennung zwischen einem Männer- und einem Frauenbereich üblich. In jedem Geschlechterbereich konnten je 75 Patienten aufgenommen werden. Insgesamt wurden in der ersten Bauphase sechs Gebäude als Rechteck errichtet. In dem dem Rechteck innenliegenden Hof befanden sich Wirtschaftseinrichtungen. Etwas außerhalb wurde eine Isolierstation für „tobsüchtige Patienten“ errichtet, außerdem gab es eine Pathologie, ein Sektionszimmer, Laboratorien und eine Apotheke.
In den ersten Betriebsjahren gab es auch eine Betreuung von psychisch kranken Kindern. Die allgemeine Pflegestation für Erwachsene konnte je 125 Patienten aufnehmen. Es gab vier getrennte Speisesäle (Heilanstalt, Pflegeanstalt, Frauen und Männer).

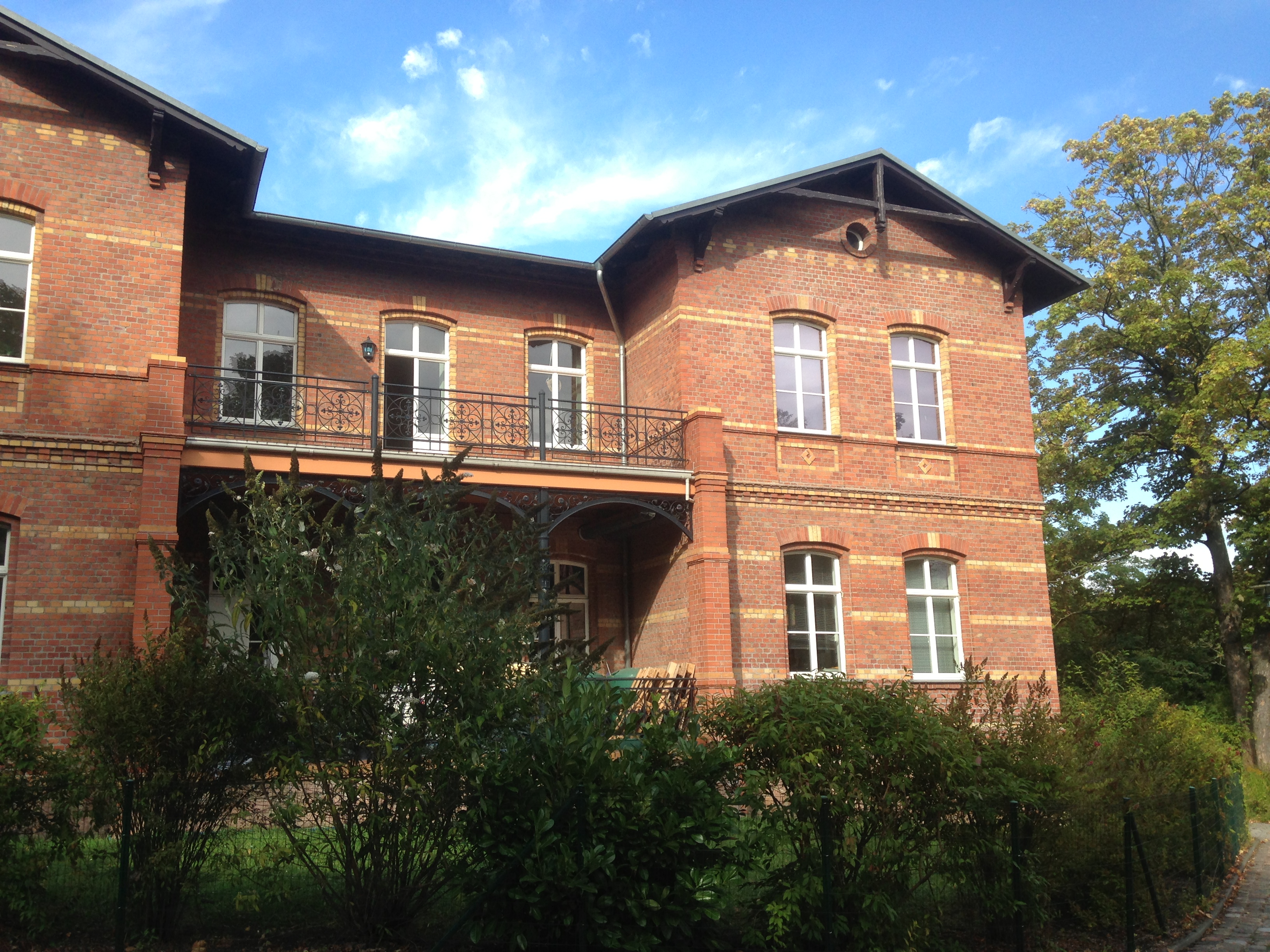
Renovierte Patientenvillen der ehemaligen Irrenanstalt

Nietleben galt als modernste psychiatrische Anstalt Europas. Das Novum war die Großzügigkeit der Anlage: Breite Korridore, viel Platz für Patienten und weniger Pflegekräfte als üblich waren notwendig.
Ab 1887 begann man mit dem Bau von zehn Patientenvillen für je 40 Patienten aus gehobenen Kreisen (vorher gab es keine Schichtentrennung). Im Jahre 1910 wurde mit dem Bau eines „Verwahrungshauses“ für 58 „kriminelle Geisteskranke“ begonnen, 1914 folgte der Bau eines Infektionskrankenhauses für Frauen.
Bis zum Ersten Weltkrieg gab es häufig Probleme mit schlechter Trinkwasserqualität. Es wurde direkt aus der Saale entnommen, deshalb kam es zu mehreren Cholera-Epidemien. An einer starb 1866 sogar der Chefarzt.

### Das Ende der Heilanstalt und heutige Nutzung

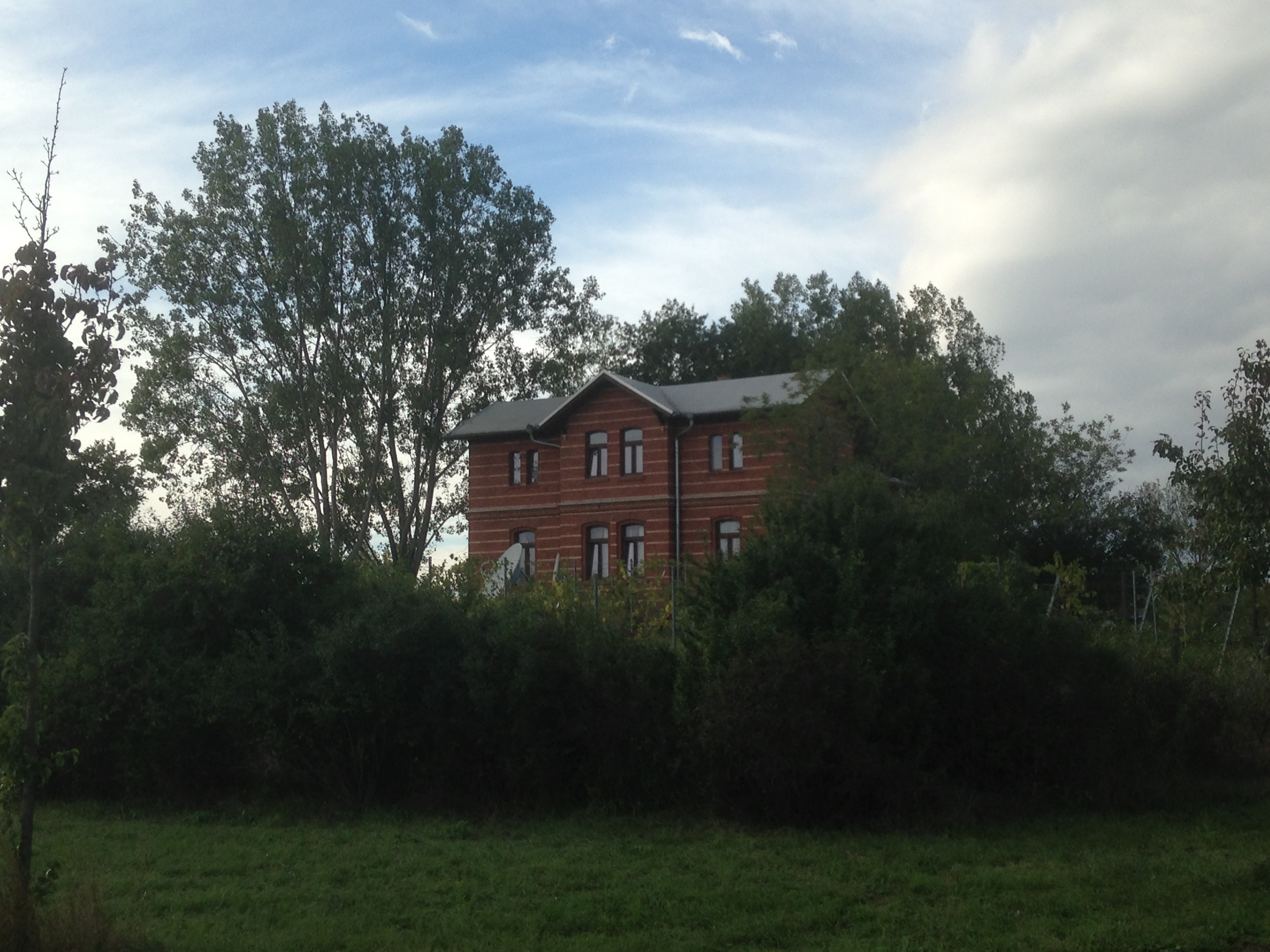
Renovierte Patientenvilla der ehemaligen Irrenanstalt

Ab 1925 begann die Stadt Halle mit dem Verkauf von Grundstücksflächen der Pflegeanstalt und ab 1934 wurden in direkter Nähe die Heeres- und Luftwaffennachrichtenschule sowie die General-Maercker-Kaserne errichtet. Im Zuge der Aufrüstungspolitik der Nationalsozialisten musste die Anstalt 1935 ihren Betrieb einstellen und die Gebäude wurden dem Militärkomplex angegliedert. 1050 Patienten wurden unter anderem in die Heilanstalten Altscherbitz, Kreuzburg/OS und Weilmünster verlegt. Viele wurden in den Folgejahren im Rahmen der Aktion T4 ermordet.
Nach dem Zweiten Weltkrieg bis etwa 1991 wurden die alten Heilstättenbauten durch die GSSD genutzt. Während der Besatzungszeit kam es zum Abriss von einem Drittel der Gebäude. Die beiden Heil- und Pflegeanstalten sowie das Haupt- und Direktorengebäude, die Direktorenvilla, die Privatpatientenvillen und die Kirche der Provinzial-Irrenanstalt Halle-Nietleben blieben jedoch vorerst erhalten. Im Jahr 1994 erwarben die Stadt Halle (Saale) und das Land Sachsen-Anhalt den Standort aus dem Bundesvermögen. Ab 1995 entstanden nach der Sanierung des z. T. sehr schadstoffbelasteten Standortes, im Bereich des Kasernengeländes, Teile des neuen Wohngebietes Heide-Süd. Der Rest des Geländes wurde zu einem Wissenschaftspark umgewandelt. Die Gebäude der ehemaligen Nachrichtenschule werden nunmehr durch verschiedene Fachbereiche der Martin-Luther-Universität genutzt.
Im Zuge der Umnutzung wurden mehrere denkmalgeschützte Anstaltsgebäude abgerissen und dort Gebäude für das Technologie- und Gründerzentrum Halle, das Fraunhofer-Center für Silizium-Photovoltaik sowie das Fraunhofer-Institut für Werkstoffmechanik errichtet. Von 2012 bis 2013 wurden drei der ehemaligen Patientenvillen denkmalgerecht saniert und werden nun als Boardinghäuser bzw. Gästehäuser für Wissenschaftler und Gäste des Weinberg Campus genutzt.